# Euthenia

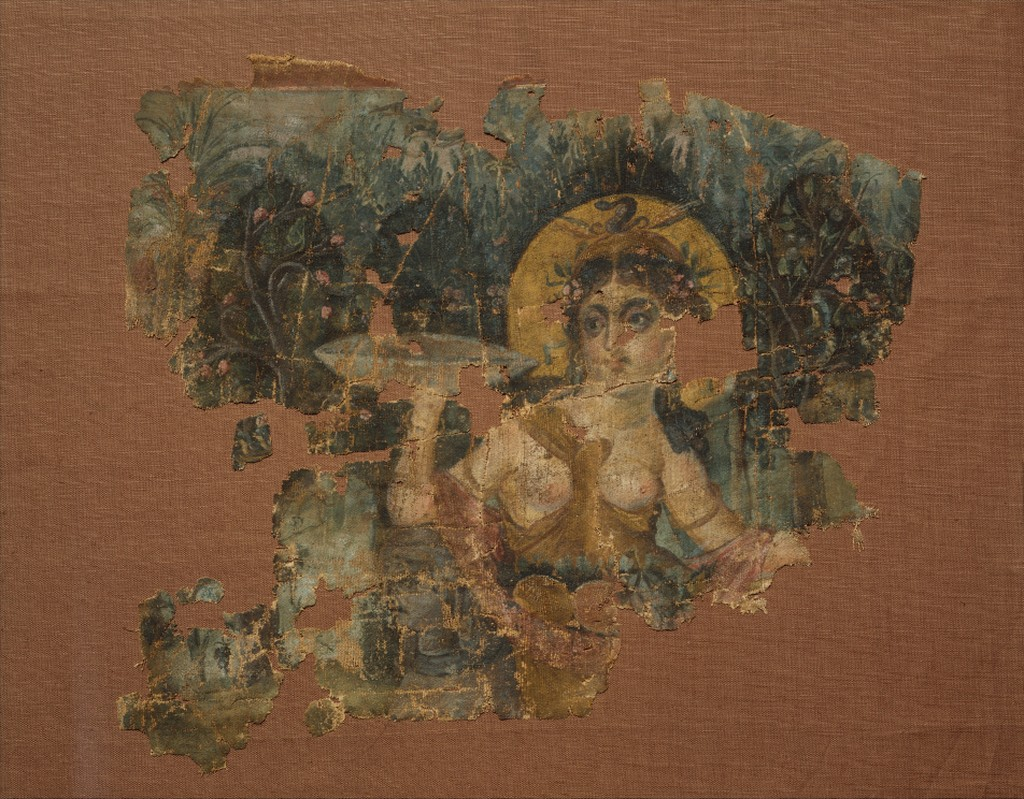
Euthenia i en trädgård, 1:a århundradet, Akhmim (Khemmis, Panopolis), Egypten.

Euthēnia (grek. Ευθηνια) var likt sin mor, sina systrar och sina mostrar en av chariterna i grekisk mytologi. Hon var välståndets, överflödets och rikedomens gudinna och var dotter till guden Hefaistos och gudinnan Aglaia. Hon hade tre systrar som hette Eukleia, Eupheme och Philophrosyne.